# Нубер, Херманн
Хе́рманн Ну́бер (нем. Hermann Nuber; 10 октября 1935, Оффенбах-ам-Майн — 12 декабря 2022, Оффенбах-ам-Майн) — западногерманский футболист и футбольный тренер, участник чемпионата мира 1958 года.

## Биография

### Клубная карьера
Нубер дебютировал за «Киккерс» в возрасте 17 лет в матче Кубка Германии против клуба «Ворматия». В 1955 году Нубер закрепился в основном составе этой команды и играл на позиции атакующего полузащитника, смещаясь также в нападение. После образования в 1963 году Бундеслиги Нубер играл за «Кикерс» в низших дивизионах.
В 1968 году «Кикерс» пробились в Бундеслигу и Нубер получил право играть в Высшей лиге страны. По итогам 1968 года Нубер занял второе место после Франца Беккенбауэра в номинации Футболист года.
В 1971 году Нубер завершил карьеру игрока, сыграв за «Кикерс» 408 матчей и забив 164 гола.

### Карьера в сборной
В составе сборной ФРГ принимал участие на чемпионате мира 1958 года, но на турнире на поле так и не вышел. Нубер так и не сыграл ни одного матча за сборную ФРГ, играя как правило за сборные всех возрастов.

### Тренерская карьера
В 1984 году работал главным тренером команды «Кикерс».

### Признание
10 октября 1995 года на 60-летие Нубера была установлена бронзовая статуя футболиста на домашнем стадионе «Киккерс».

### Смерть
Скончался 12 декабря 2022 года в Оффенбах-ам-Майне в возрасте 87 лет.